# Rieppeleon brevicaudatus
Rieppeleon brevicaudatus is een hagedis uit de familie kameleons (Chamaeleonidae).

## Naam en indeling
De wetenschappelijke naam van de soort werd voor het eerst voorgesteld door Paul Matschie in 1892. Oorspronkelijk werd de wetenschappelijke naam Chamaeleon (Brookesia) brevicaudatus gebruikt en later werd de soort tot de kortstaartkameleons (Brookesia) gerekend. Er is nog geen Nederlandse naam voor deze kameleon, die tot 2004 onder het geslacht Rhampholeon werd gerekend.

## Uiterlijke kenmerken
Met een totale lengte van 8 centimeter blijft deze soort zeer klein en vanwege het sterk zijwaarts afgeplatte lichaam en bladrand-achtige rugkam gaat de kameleon volledig op in zijn omgeving; de strooisellaag van het bos. Ook de nerf-achtige ribben en donkere flankstreep versterken de gelijkenis met een dood en verdord blad. Rieppeleon brevicaudatus komt voor in noordoostelijk Tanzania en leeft in bergstreken op de bodem of in struiken vlak daarboven. De habitat bestaat uit de strooisellaag met een hoge luchtvochtigheid, hogere temperaturen worden getolereerd maar de kameleon prefereert wat lagere temperaturen dan veel andere soorten vanwege zijn bergbewonende levenswijze.

## Levenswijze
Het voedsel bestaat uit allerlei kleine ongewervelden die op of dicht bij de bodem leven. De voortplanting van deze soort wordt niet geremd door de zachte winter en gaat het hele jaar door. Per legsel worden niet meer dan vier eitjes afgezet, de jongen groeien zeer snel en zijn al na drie tot vier maanden in staat nageslacht te produceren. De vruchtbaarheid van deze eitjes is bij veel soorten aanmerkelijk lager dan die van wat volgroeide dieren, en voortplanting van zeer jonge dieren is waarschijnlijk schadelijk.

## In gevangenschap

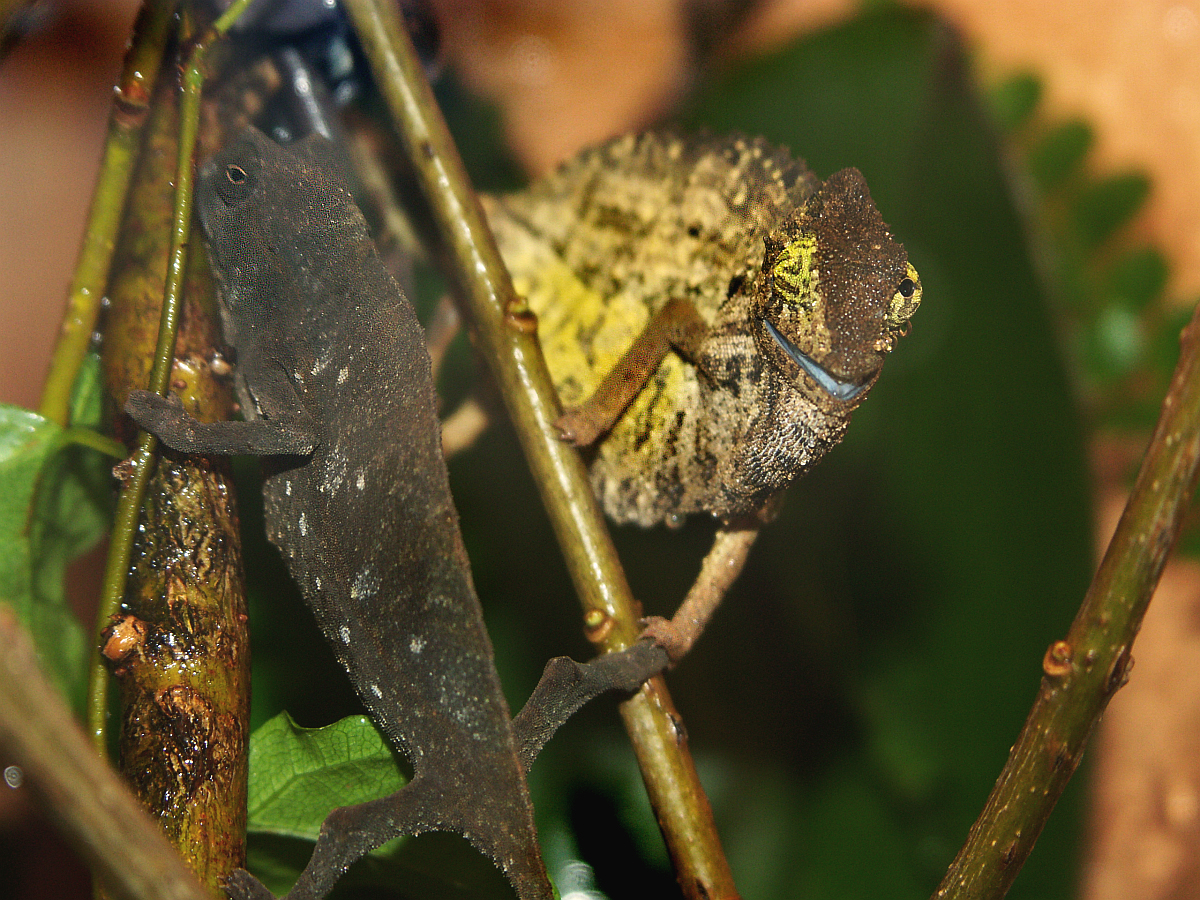
Baltsritueel, mannetje rechts.

Rieppeleon brevicaudatus wordt weleens in gevangenschap gehouden maar de vereiste hoge luchtvochtigheid moet niet worden onderschat. Het is een wat taaiere soort dan veel geslachtsgenoten, maar stress is voor alle kameleons al snel fataal. Bij een goede verzorging kan de kameleon enkele jaren oud worden.

## Verspreiding en habitat
Rieppeleon brevicaudatus komt voor in delen van Afrika en leeft in de landen Tanzania en Kenia. De habitat bestaat uit vochtige tropische en subtropische bossen, zowel in laaglanden als in bergstreken. De soort is aangetroffen van zeeniveau tot op een hoogte van ongeveer 1200 meter boven zeeniveau.

### Beschermingsstatus
Door de internationale natuurbeschermingsorganisatie IUCN is de beschermingsstatus 'veilig' toegewezen (Least Concern of LC).